# Attero Dominatus
Az Attero Dominatus a svéd Sabaton power metal együttes 2006-ban megjelent harmadik stúdióalbuma.
A dalok témái különböző hadtörténeti eseményekhez köthetők, mint például az első és második világháború, a délszláv háború, a Falkland-szigeteki háború vagy a mai terrorizmus. Egyetlen kivétel ez alól a lemezt záró Metal Crüe című dal, amelyben klasszikus rock és metal zenekarokról énekelnek. Az albumot 2010. szeptember 24-én újra megjelentette az együttes a Nuclear Blast jóvoltából, Attero Dominatus Re-Armed Edition címmel, 5 bónuszdallal fűszerezve.

## Az album dalai
1. "Attero Dominatus" – 3:43
2. "Nuclear Attack" – 4:10
3. "Rise of Evil" – 8:19
4. "In the Name of God" – 4:06
5. "We Burn" – 2:55
6. "Angels Calling" – 5:57
7. "Back in Control" – 3:14
8. "Light in the Black" – 4:52
9. "Metal Crüe" – 3:42
10. "Für Immer (Doro feldolgozás)" - 4:36
11. "Langa Bollar Pa Bengt (Svenne Rubins feldolgozás)" - 2:52
12. "Metal Medley (Live in Falun 2008)" - 6:12
13. "Nightchild" - 5:12
14. "Primo Victoria (Demo Version)" - 4:11

10-14: Re-Armed Edition bónusz

## Közreműködők
- Joakim Brodén - ének
- Rikard Sundén - gitár
- Oskar Montelius - gitár
- Pär Sundström - basszusgitár
- Daniel Mullback - dob
- Daniel Mÿhr - billentyűs hangszerek